# 大观圣作之碑 (赵县)
大观圣作之碑，位于中国河北省赵县城内，是中华人民共和国境内现存大观圣作之碑之一。1982年7月23日公布为河北省文物保护单位，2001年6月25日公布为第五批全国重点文物保护单位。